# 5 è il numero perfetto (fumetto)
5 è il numero perfetto è un romanzo grafico del 2002 dell'autore italiano Igort, che ne ha curato testi e disegni.
Nel 2019 lo stesso autore ne ha diretto la trasposizione cinematografica con lo stesso titolo, con Toni Servillo, Valeria Golino e Carlo Buccirosso nei ruoli principali.

## Storia editoriale
L'autore lavorò a 5 è il numero perfetto tra il 1994 e il 2002. La prima edizione italiana fu pubblicata dalla Coconino Press e valse all'autore, tra gli altri riconoscimenti, il Gran Premio di Romics del 2003. A breve distanza di tempo uscirono edizioni anche in altri paesi europei; quella in tedesco vinse il premio "Libro dell'anno" alla Fiera del Libro di Francoforte.

## Trama

### Capitolo uno:Lacreme napulitane
Napoli, 1972. Nino Lo Cicero è un killer professionista che continua l'attività del padre Peppino, ormai fuori dal giro, col quale vive. Egli ha l'incarico di uccidere un sedicente indovino chiamato Mr. Ics, ma prima di adempiere al suo compito gli chiede l'interpretazione di un sogno che ha fatto. Alla fine della sua spiegazione, Mr. Ics agisce d'anticipo e uccide Nino, quindi telefona ai propri sodali di procedere ad eliminare anche Peppino.

### Capitolo due:La settimana enigmatica
Mentre è a pescare, Peppino vede avvicinarsi dal mare una barca che porta una luce intensissima; ha un brutto presentimento e corre a nascondersi. Dalla barca scendono infatti due sicari mandati a uccidere Peppino, che però riesce ad eliminarli. Preoccupato anche perché Nino non è tornato a casa, l'uomo contatta il suo vecchio amico Salvatore che non sentiva da molto tempo; questi lo invita a rifugiarsi da lui, dove gli capitano tra le mani dei vecchi albi a fumetti appartenuti a Nino bambino (che Peppino a suo tempo aveva ritenuto "diseducativi" perché mostravano i criminali come i "cattivi" delle storie) e rivede Rita, la donna che ora vive con Salvatore e con la quale vent'anni prima, da poco rimasto vedovo, aveva avuto una specie di relazione.

### Capitolo tre:Guapparia
Peppino e Salvatore si recano da don Guarino, boss della camorra, per chiedere il suo aiuto. Questi fa delle allusioni che Peppino non gradisce; scoppia un alterco e don Guarino schiaffeggia Peppino, che per reazione gli spara, ferendolo a morte. Insieme Peppino e Salvatore riescono poi a sopraffare gli uomini di don Guarino e portano via con sé il giovane Ilario Lava, nipote di un altro boss, che era tenuto in ostaggio. Salvatore, che è rimasto ferito, viene curato da un medico della malavita; il giorno dopo Peppino, mentre fa colazione con Rita, le racconta la storia di un suo cugino, agente della Polizia stradale, che soleva ripetere "5 è il numero perfetto", intendendo la somma di gambe, braccia e testa come ciò di cui ha bisogno l'uomo per essere indipendente.
Mister Ics, che si è appropriato della pistola King Cobra .357 che Peppino aveva appena regalato a Nino per il suo compleanno, riceve una telefonata che lo esorta a recarsi in un posto portando con sé il trofeo.

### Capitolo quattro:Il sorriso della morte
Peppino cerca un altro complice per eseguire il piano che ha in mente e si rivolge a Ciro, un amico di suo figlio che vive ai limiti della legge. Intanto Salvatore e Rita respingono un agguato ai loro danni; la donna se la prende poi con Peppino, il cui comportamento l'ha messa in pericolo.
Peppino organizza un incontro con don Lava proponendo uno scambio tra suo nipote Ilario e Mr. Ics, che è affiliato al suo clan. Il boss accetta.

### Capitolo cinque:5 è il numero perfetto
Dopo qualche tempo, Peppino, rifugiatosi con Rita nel paese latinoamericano del Parador, racconta la conclusione della vicenda a Michele, il fratello del medico della mala emigrato colà dove fa il barbiere.
Mentre era sul punto di sparare a sangue freddo a Mr. Ics, vedendo il terrore nei suoi occhi desistette e gli disse di sparire. Subito dopo, don Lava cadde sotto i colpi dei sicari di un gruppo rivale; Peppino si salvò perché il dottore venne a prenderlo con l'auto di Nino. Il medico pagò poi questa scelta di campo con la vita. Peppino e Rita fuggirono verso il porto per prendere il largo, mentre Salvatore coprì la loro fuga sparando ai killer.
Rita e Peppino leggono su un giornale proveniente dall'Italia che Salvatore, divenuto il nuovo boss del clan Lava, è stato arrestato; a Peppino viene il dubbio che sia stato lui a tradire Nino.

## Stile
Le tavole sono realizzate in tricromia, con un'unica tonalità di blu come solo colore aggiunto al bianco e al nero. La griglia delle vignette è molto libera, e lascia spesso nelle tavole degli ampi spazi bianchi.

## Seguito
In coda all'edizione allegata a la Repubblica è stato pubblicato un seguito incompiuto, intitolato C'era una volta Napoli.
Trama
Nel 1974, Peppino vive tranquillamente nel Parador, rievocando i ricordi del passato, quando Rita gli porta una lettera indirizzata a lui, arrivata dall'Italia. Capisce allora che il suo buen retiro è stato scoperto, e che deve prepararsi a una nuova battaglia.

## Edizioni
- Igort, 5 è il numero perfetto, collana Maschera nera, Bologna, Coconino Press, 2002, ISBN 88-88063-25-0.
- Igort, 5 è il numero perfetto, collana 24/7, Milano, Rizzoli, 2006, ISBN 88-17-01288-2.
- Igort, 5 è il numero perfetto, collana I fumetti di Repubblica-L'Espresso, n. 5, Roma, Gruppo Editoriale l'Espresso, 2006.
- Igort, 5 è il numero perfetto, collana Herriman, Quartu Sant'Elena, Oblomov, 2020, ISBN 978-88-314-5901-3.